# 簗田貞助
簗田 貞助（やなだ さだすけ）は、安土桃山時代から江戸時代初期にかけての武将・旗本。下総国水海城（現在の茨城県古河市）主。

## 生涯
簗田持助の子として誕生。
祖父・簗田晴助以来、簗田氏は後北条氏と対立する立場にあった。しかし、主君・足利氏（古河公方）が断絶すると、北条氏によって本城である関宿城を奪われ、天正15年（1587年）に父・持助が病死すると、貞助が幼少であることを理由に、親北条路線をとる一族の簗田助縄（晴助の弟）が一時家督を継ぐことが認められることになった。そしてそのまま、天正18年（1590年）には豊臣氏による小田原征伐をむかえ、簗田氏は北条方に付いたとして処罰され、反北条の貞助までがこれに連座して所領を失ってしまう。
ところが、晴助・貞助のいた水海城の明け渡しに立会い、また晴助の後北条氏との戦いぶりを知った浅野長政が貞助に同情し、関東の新領主となった徳川家康に晴助と孫の貞助を召し出すように勧めた。家康も簗田氏が代々古河公方に忠節を尽くした家柄であることを考慮して貞助を1000石で召し出した（家康が没落した関東の旧名族に対しては厳しい態度に臨んだといわれることを考慮すれば、破格の待遇であったといえる）。江戸幕府成立後は書院番として2代将軍・徳川秀忠に仕えた。
慶長20年（1615年）の大坂夏の陣において子・助吉（慶長2年（1597年） - 20年（1615年）と共に討ち死にした。貞助には助吉以外に男子はおらず、後に外孫にあたる助政（貞助の娘・竹内八左衛門室の子）が家名を継いで100石で取り立てられた。

## 備考
- 貞助の初名である助利が簗田氏庶流が用いる「助」を前にした名乗りであることから、持助の実子ではなく養子になったとする説もある。